# Wellingsbütteler Landstraße

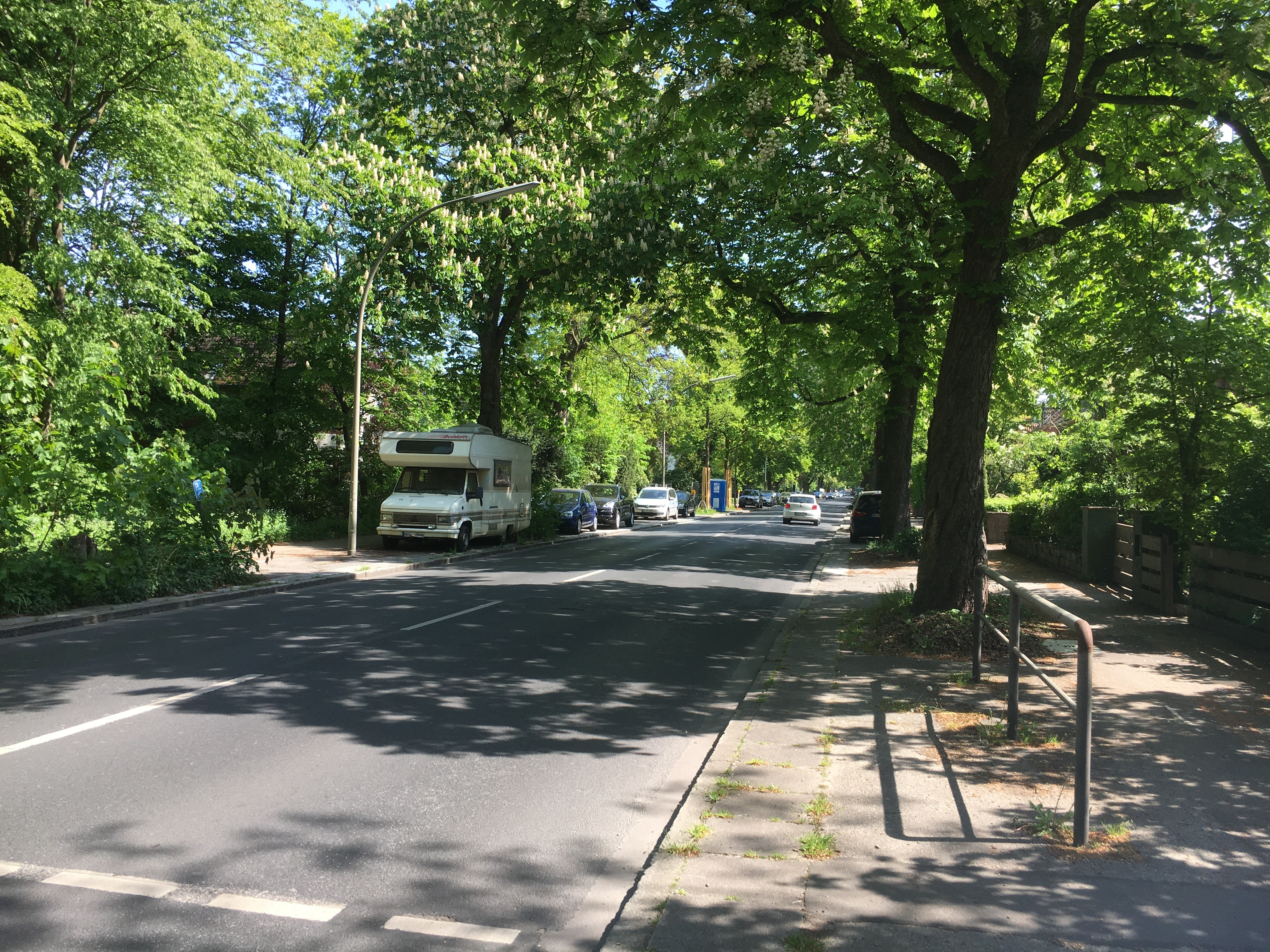
Wellingsbütteler Landstraße

Die Wellingsbütteler Landstraße ist eine wichtige Verkehrsader im Hamburger Stadtteil Ohlsdorf, deren Geschichte bis ins 19. Jahrhundert zurückreicht. Ursprünglich als einfache Landstraße konzipiert, verband sie das ländliche Wellingsbüttel mit der Innenstadt von Hamburg. Im Laufe der Zeit entwickelte sie sich zu einer bedeutenden Verkehrsstraße, die zunehmend von Pendlern und für den lokalen Handel genutzt wurde. Sie gehört zum Hauptverkehrsstraßennetz von Hamburg und hat den Straßenschlüssel W159.

## Verlauf
Die Wellingsbütteler Landstraße beginnt an der Kreuzung zur Fuhlsbüttler Straße und dem Ratsmühlendamm (Lage) und verläuft in nordöstliche Richtung. Dabei unterquert sie nach 220 Metern die U-Bahn-Linie 1 der U-Bahn Hamburg. Hier befindet sich der U-Bahnhof Klein Borstel. Direkt dahinter überquert sie den Tunnel der Flughafen-S-Bahn Hamburg. Nach rund 2,1 Kilometern geht sie an der Grenze zu Wellingsbüttel in den Wellingsbüttler Weg über (Lage). In ihrer gesamten Ausdehnung verläuft die Straße zwischen dem Alstertal im Norden und der Alstertalbahn im Süden. Ebenfalls auf ihrer Südseite befindet sich die Frank’sche Siedlung, die denkmalgeschützte größte geschlossene Reihenhaussiedlung der 1930er-Jahre in Hamburg.

## Geschichte
In den 1920er Jahren wurde die Wellingsbütteler Landstraße erstmals ausgebaut und asphaltiert, um den Anforderungen des motorisierten Verkehrs besser gerecht zu werden. Dieser Ausbau war eine Reaktion auf die steigende Anzahl von Fahrzeugen und die wachsende Bevölkerung, die eine zuverlässigere Verkehrsverbindung benötigte. Die Straße spielte eine wichtige Rolle bei der Anbindung der aufstrebenden Stadtteile an das urbane Zentrum Hamburgs.
Während des Zweiten Weltkriegs blieb die Straße weitgehend unbeschädigt, was ihre Funktion als zentrale Verkehrsachse weiter festigte. Nach dem Krieg wurde sie in den 1950er Jahren wieder instand gesetzt und erhielt zusätzliche Infrastrukturen, um den wieder ansteigenden Verkehrsfluss zu bewältigen.
In den 1960er und 1970er Jahren erfuhr die Wellingsbütteler Landstraße einen bedeutenden Ausbau. Die Straße wurde verbreitert, um den wachsenden Verkehrskollaps zu verhindern. Diese Erweiterungen umfassten auch die Einführung von Geh- und Radwegen, die die Sicherheit der nicht-motorisierten Verkehrsteilnehmer erhöhen sollten. Diese Modernisierungen waren notwendig, um der zunehmenden Urbanisierung und dem gesteigerten Verkehrsaufkommen gerecht zu werden.
In den letzten Jahrzehnten wurde die Wellingsbütteler Landstraße kontinuierlich instand gehalten und gelegentlich modernisiert, um den Anforderungen einer wachsenden Stadt zu entsprechen. Regelmäßige Wartungsarbeiten haben dazu beigetragen, dass die Straße in gutem Zustand blieb und ihre Funktion als wichtige Verkehrsverbindung zwischen den Stadtteilen Wellingsbüttel und Sasel erfüllen konnte.
Seit dem 5. August 2024 und laut Planung bis Ende 2027 werden die Wellingsbütteler Landstraße und der anschließende Wellingsbütteler Weg saniert und sind deswegen abschnittsweise tagsüber gesperrt bzw. nachts als Einbahnstraße stadteinwärts eingerichtet. Diese Maßnahme ist erforderlich, um umfassende Sanierungsarbeiten an der Fahrbahn durchzuführen. Die geplanten Arbeiten umfassen die Erneuerung der Straßendecke, Reparaturen an den unterirdischen Versorgungsleitungen sowie die Verbesserung der Entwässerungssysteme. Zusätzlich werden die Fahrbahn verbreitert und neue Radwege angelegt, um den Verkehrsfluss zu optimieren und die Sicherheit für alle Verkehrsteilnehmer zu erhöhen.